# 麻志皓
麻志皓（1917年—1999年），男，直隶（今河北）遵化人，中华人民共和国军事人物，中国人民解放军少将，曾任中国人民解放军装甲兵副司令员。